# Lindenmühle

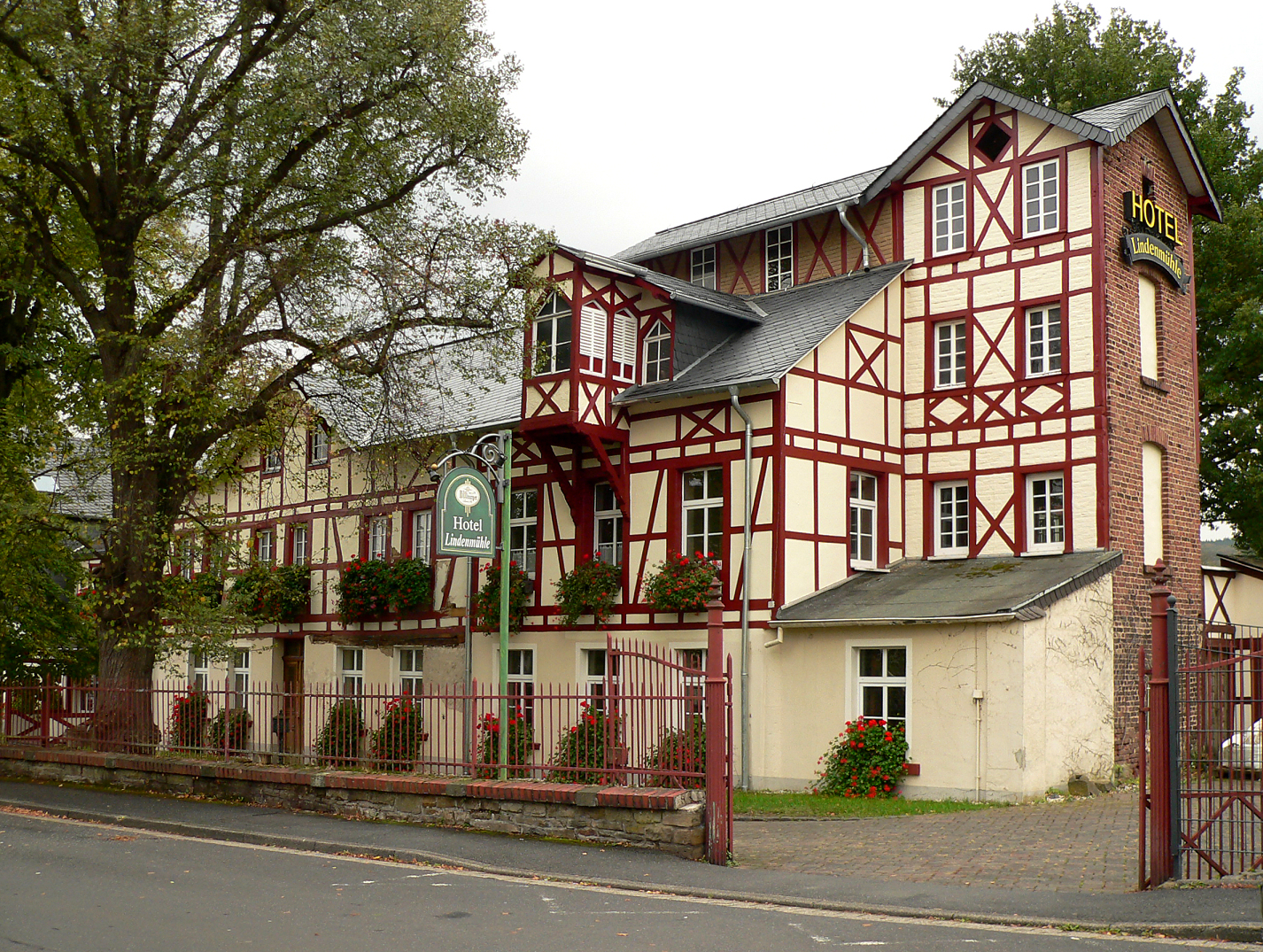
Lindenmühle

Die Lindenmühle war eine Wassermühle in Ahrweiler, die vom Fließgewässer Mühlenteich angetrieben wurde. Die 1587 gegründete Mühle war die größte der 12 Wassermühlen des Ortes. Nach der Einstellung des Mühlenbetriebes in den 1920er Jahren und zeitweiser Nutzung als Fabrik ist das Mühlengebäude heute ein Hotel.

## Beschreibung

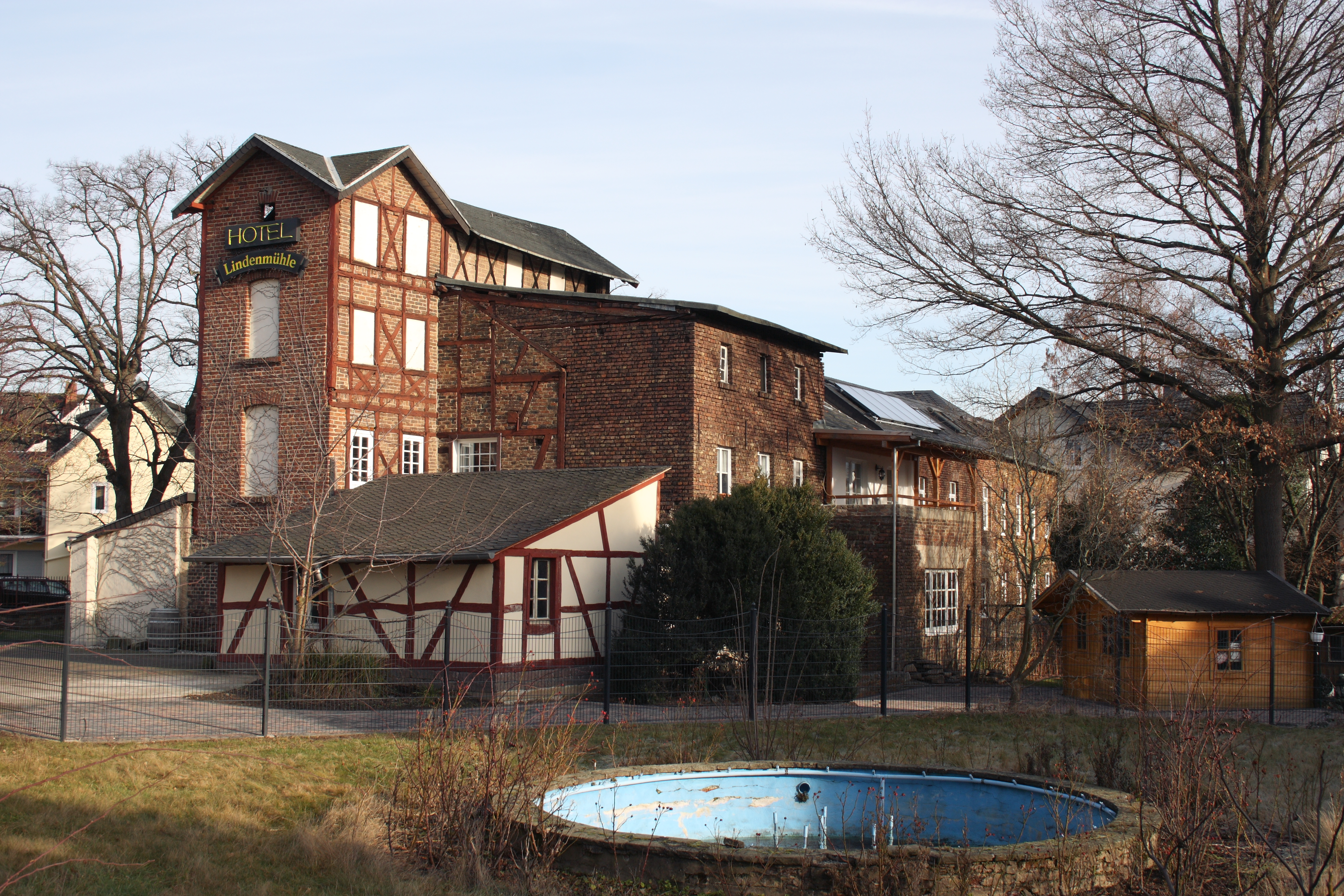
Seiten- und Rückansicht der Lindenmühle

Die ersten sieben erbauten Mühlen – darunter auch die Lindenmühle in Ahrweiler – waren in herrschaftlichem Besitz und gehörten dem Adel oder Klöstern. Die Lindenmühle als fünfte Mühle im Ort gehörte dem Grafen von Blankenheim, die in Ahrweiler den Blankenheimer Hof besaßen. Sie wurde damals als Blankenheimer Mühle bezeichnet. Mit zwei Mahlgängen war sie die größte Mühle im Ort; dort wurde zeitweise auch Öl gepresst und Gerberlohe verarbeitete. Zur Franzosenzeit Anfang des 19. Jahrhunderts erwarb der Hofmeister Heimsoeth der Grafen von Blankenheim die Mühle. Im Jahr 1830 kaufte die Familie Linden die Mühle, auf die der heutige Name als Lindenmühle zurückgeht. Nach dem Ersten Weltkrieg wurde die Mühle von den Erbtöchtern des letzten Müllers an den Müller Joseph Reuter verpachtet. In den 1920er Jahren wurde die Mühle von einem Unternehmen erworben, das mit einem städtischen Zuschuss von 10.000 Mark die Mühlengebäude zu einer Bürstenfabrik umfunktionierte. 1924 ging das Unternehmen durch die große Inflation während der Weltwirtschaftskrise in Konkurs. 1925 gründete Nikolaus Neiss in der Mühle eine Schuhfabrik, die 1941 ihren Betrieb einstellte. Seit Anfang der 1950er Jahre ist die Lindenmühle ein Hotel, das weiterhin im Besitz der Familie Neiss steht.
Bei der Flutkatastrophe im Ahrtal am 14. Juli 2021 wurden in dem Hotel 20 Personen vom Wasser eingeschlossen und von Rettungskräften mit Fahrzeugen evakuiert. Die Überschwemmung verursachte am Gebäude Schäden von über einer Million Euro.